# Carl Warwick
Carl Warwick (Dallas, Texas; 27 de febrero de 1937 – 5 de abril de 2025) fue un beisbolista estadounidense que jugó seis temporadas con cinco equipos en la MLB en la posición de outfielder y ganó una Serie Mundial.

## Carrera deportiva
A nivel universitario jugó para TCU Horned Frogs por tres años, ya que en su tercera temporada firmó un contrato de ligas menores con Los Angeles Dodgers en 1959. Dos años después, Warwick fue inscrito en roster de 28 jugadores de los Dodgers para los entrenamientos de primavera de 1961, pero el 30 de mayo de ese año fue cambiado a los St. Louis Cardinals junto al shortstop Bob Lillis por el tercera base Daryl Spencer. Con problemas para batear luego de 52 partidos fue enviado al equipo de Triple-A Charleston Marlins, donde luego se mantuvo en los siguientes cuatro años en la MLB.
En 1962 los Cardinals lo enviaron al equipo de expansión de Houston Colt .45s el 7 de mayo, con lo que regresaba a su estado natal Texas, equipo en el que Warwick jugó en la posición de jardín central titular en 104 partidos donde bateó 16 cuadrangulaes, el segundo mejor del equipo detrás de Román Mejías que bateó 24. Los Colt .45s cambiaron a Warwick al jardín derecho en 1963, temporada en la que jugó 150 partidos, la mayor cantidad en su carrera, pero sus números ofensivos bajaron al solo batear siete cuadrangulares con 47 carreras impulsadas. Antes de iniciar los entrenamientos de primavera de 1964 los Cardinals volvieron a adquirir a Warwick para usarlo como bateador emergente. Jugó en 88 partidos, 49 de ellos como titular, donde tuvo 11 hits en 43 turnos al bato como bateador emergente, ayudando al equipo de St. Louis a ganar el banderín de la National League.
En la Serie Mundial de 1964 ante los New York Yankees Warwick fue bateador emergente en cinco ocasiones por el mánager Johnny Keane. En sus primeros cuatro turnos logró ponerse en base, bateó un hit en el juego 1 ante Al Downing para dar el triunfo a los Cardinals por 9–5. En el juego 2 bateó un hit y anotó carrera ante Mel Stottlemyre, recibió base por bola de Jim Bouton en el juego 3 y volvió a dar de hit ante Downing en el juego 4, iniciando un rally seguido por el grand slam de Ken Boyer en al victoria por 4–3. En el sexto juego fue sacado out con un elevado, completando la serie con un promedio de bateo de .750 con .800 de porcentaje de embase, dos carreras anotadas y una impulsada, siendo la mejor temporada de su carrera.
En 1965 su promedio de bateo apenas fue de 132, siendo cambiado a los Baltimore Orioles a mitad de temporada. Al año siguiente su promedio de bateo fue de 227 en 16 partidos con los Chicago Cubs luego de ser cambiado de los Orioles por Vic Roznovski. Se retiró del béisbol antes del inicio de la temporada de 1967, regresando a Houston para trabajar en bienes raíces y como agente de viajes.
Warwick bateó 363 hits, incluyendo 51 dobles, 10 triples, 31 cuadrangulares y 149 carreras impulsadas.